# Oroszország alkotmánya

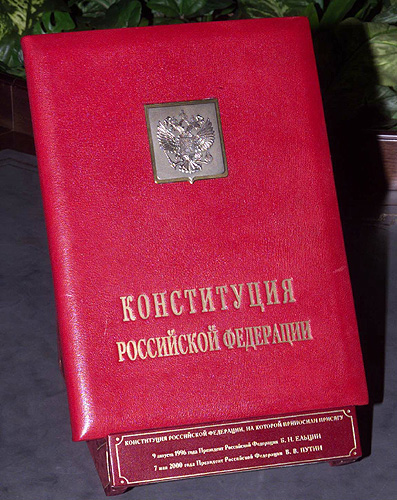
Az orosz alkotmány díszkötésű nyomtatott példánya, amelyre az orosz elnökök beiktatásukkor esküt tesznek

Oroszország Alkotmánya (oroszul: Конституция Российской Федерации, Konstitucija Rossijskoj Federacii) Oroszország legfőbb jogforrása és alaptörvénye. Az 1993. december 12-én tartott népszavazáson fogadták el, és 1993. december 25-én lépett hatályba. Az Alkotmány meghatározza az állam felépítését, a hatalmi ágak eloszlását, valamint a polgárok alapvető jogait és kötelességeit. Az Alkotmány rendelkezései a teljes orosz jogrendszer számára kötelező érvényűek, és magasabb rendűek bármely más jogszabálynál.
Az Orosz Föderáció Alkotmánya a Szovjetunió összeomlását és a kommunista rendszerről a demokratikus jogállamiságra történő átmenetet követően született. Központi szerepet játszott az új, posztszovjet orosz államberendezkedés kialakításában, valamint a politikai intézmények, az emberi jogok és a piacgazdaság jogi alapjainak lefektetésében. Az elmúlt évtizedekben az Alkotmányt többször is módosították, legutóbb 2020-ban, ami lényeges változásokat hozott a hatalmi ágak viszonyában, a végrehajtó hatalom szerkezetében, a parlament szerepében és az elnöki mandátumokra vonatkozó szabályokban is.

## Történelmi háttér
Az Oroszországi Föderáció Alkotmánya az 1991-ben megszűnt Szovjetuniót követő korszak terméke. Az előző, 1978-as alkotmány még a szocialista szövetségi rendszer jogi és ideológiai keretein belül készült. Az 1990-es évek elején, a kommunista egypártrendszertől a demokratikus és piacgazdasági rendszer felé történő átalakulás során szükségessé vált egy új alkotmány, amelyben meghatározzák a modern, demokratikus jogállamiság intézményeit, elveit, valamint garantálják az emberi jogok és szabadságok rendszerét.
A politikai átmenet során az első orosz elnök, Borisz Jelcin hatalma és az akkor még létező orosz törvényhozás (a Legfelsőbb Tanács és a Kongresszus) között súlyos hatalmi konfliktusok alakultak ki. 1993 szeptemberében Jelcin elnök feloszlatta a parlamentet, amely ezt jogellenesnek tartotta. Az ezt követő alkotmányos válság és az 1993. októberi, fegyveres összecsapásokba torkolló hatalmi harc végül az új alkotmány népszavazás útján történő elfogadásához vezetett.

## Az Alkotmány elfogadása és hatályba lépése
Az új alkotmány szövegét egy elnöki munkacsoport és egy alkotmányozó bizottság készítette elő. 1993. december 12-én népszavazást tartottak, amelyen a választók többsége (kb. 58,4%-os igen szavazati arány a résztvevők körében) támogatta az alkotmány elfogadását. Az Alkotmány hivatalosan 1993. december 25-én lépett hatályba.
Az alkotmány elfogadása fontos mérföldkő volt az orosz államiság történetében, mivel ezzel létrejött a modern orosz állam jogi alapja, meghatározva a demokratikus intézmények működését és a hatalmi ágak kiegyensúlyozását.

## Felépítés és szerkezet
Az Oroszországi Föderáció Alkotmánya egy Preambulumból, valamint két fő részre tagolódik. Az első rész 9 fejezetből áll, amelyek a következőket foglalják magukban:
1. A Föderáció alapelvei
2. Az ember és polgár jogai és szabadságai
3. A Föderációs szerkezet
4. Az elnök
5. A Szövetségi Gyűlés (Federációs Tanács és Állami Duma)
6. A kormány
7. Az igazságszolgáltatás
8. A helyi önkormányzatok
9. Az alkotmánymódosítások és az alkotmány felülvizsgálata

A második rész átmeneti és záró rendelkezéseket tartalmaz.

## Az államhatalmi ágak és intézmények
Az Oroszország Alkotmányában rögzített államhatalmi rendszer az elnöki köztársaság sajátos formája, erős elnöki hatalommal, de a hatalmi ágak elválasztásán és ellensúlyokon alapul.

### Az elnök
Az elnök az államfő és a legfelsőbb főparancsnok, aki széleskörű hatáskörökkel rendelkezik, többek között javasolja a miniszterelnök személyét, kinevezi és elbocsátja a kormány tagjait, valamint rendeletek és utasítások formájában jogszabályokat bocsáthat ki. Az elnök az alkotmány őre, továbbá a külpolitika meghatározója is.

### A Szövetségi Gyűlés (parlament)
A Szövetségi Gyűlés kétkamarás parlament, amely a Föderációs Tanácsból (a régiók képviseleti szerve) és az Állami Dumából (a népképviseleti alsóház) áll. Az Állami Duma felelős a törvények elfogadásáért, amelyeket a Föderációs Tanácsnak is jóvá kell hagynia. A törvényhozási folyamatot az elnök megvétózhatja, bár a parlament felülírhatja a vétót, ha megfelelő többséggel újra elfogadja a törvényt.

### A kormány
A kormány (Miniszterelnök és miniszterek) az ország végrehajtó hatalmának központi szerve. A kormány felelős a költségvetés, a gazdaságpolitika, a szociálpolitika és egyéb végrehajtási feladatok ellátásáért. A miniszterelnököt az elnök javasolja, és az Állami Dumának kell jóváhagynia.

### Az igazságszolgáltatás és az Alkotmánybíróság
A bírói hatalom független a végrehajtó és törvényhozó hatalomtól. Az Oroszországi Föderáció Alkotmánybírósága az Alkotmány értelmezéséért és az alkotmányosság védelméért felel. Döntései véglegesek és kötelező érvényűek. Vizsgálja a törvények, a végrehajtó hatalom aktusainak, valamint a regionális jogszabályoknak az alkotmányosságát. Emellett a Legfelsőbb Bíróság, a Legfelsőbb Választottbíróság és más szövetségi bíróságok alkotják az igazságszolgáltatás rendszerét.

## Alapvető jogok és szabadságok
Az Alkotmány második fejezete biztosítja az alapvető emberi és polgári jogokat, beleértve az élethez, a személyi szabadsághoz, a tulajdonhoz, a szabad véleménynyilvánításhoz, a gyülekezés szabadságához, a vallásszabadsághoz, a tisztességes eljáráshoz, a szociális biztonsághoz és az oktatáshoz való jogot. Az Alkotmány kimondja, hogy az emberi jogok és szabadságok közvetlenül alkalmazandók, és az állam kötelessége azokat tiszteletben tartani és védelmezni. A jogok korlátozása csak törvényben meghatározott esetekben, szükséges mértékben és alkotmányos céllal történhet.

## Szövetségi szerkezet és régiók
Oroszország föderatív állam, amelynek alkotmánya meghatározza a régiók jogállását, hatásköreit és viszonyát a központi hatalommal. Az Alkotmány különböző jogállású szövetségi alanyokat ismer el: köztársaságokat, területeket (kraj), vidékeket (oblaszty), autonóm körzeteket és a szövetségi városokat (Moszkva, Szentpétervár, Szevasztopol). A föderatív rendszer lényege, hogy a régiók saját alkotmányt vagy alaptörvényt, valamint törvényeket fogadhatnak el, feltéve, hogy azok nem ellentétesek a szövetségi Alkotmánnyal és jogszabályokkal.

## A módosítások rendszere
Az Alkotmány 9. fejezete szabályozza az alkotmánymódosítások eljárását. A módosítások a törvényhozás vagy a régiók kezdeményezésére indulhatnak. Bizonyos fejezetek (az Alkotmány alapelvei, az emberi jogok, az államszervezet alapjai) csak egy alkotmányozó gyűlés vagy új alkotmány elfogadásával változtathatók meg, míg más rendelkezések esetén az elfogadáshoz a Szövetségi Gyűlés mindkét házának minősített többsége, majd a régiók több mint felének ratifikálása szükséges.

## Kritika és értékelések
Az Alkotmányt a kezdeti években a demokratikus átmenet fontos zálogaként értékelték. Ugyanakkor a gyakorlatban számos bírálat érte, amelyek szerint az erős elnöki rendszer túlzott hatalmat koncentrál az államfő kezében, gyengítve az ellensúlyokat. Egyes emberi jogi szervezetek szerint a gyakorlatban nem mindig érvényesülnek maradéktalanul az alkotmányban rögzített szabadságjogok, a politikai pluralizmus és a független igazságszolgáltatás.
Kritikusok rámutattak arra is, hogy a hosszú elnöki ciklusok és a végrehajtó hatalom fölénye a politikai rendszerben gyakorlatilag kikezdték az alkotmányos fékek és ellensúlyok hatékonyságát.

## A 2020-as alkotmánymódosítás
2020-ban jelentős alkotmánymódosításokat fogadtak el, amelyeket népszavazás is megerősített. A módosítások többek között lehetővé tették Vlagyimir Putyin elnök számára, hogy korábbi elnöki ciklusait „lenullázza”, ezáltal lehetőség nyílhat hosszabb ideig tartó elnöki tisztség betöltésére. Továbbá megerősítették a parlament bizonyos jogosítványait, ugyanakkor az elnök megtartotta kulcsszerepét a kormány és az igazságszolgáltatás vezetőinek kinevezésében. A módosítások között szerepelt a „hagyományos értékek” védelmének rögzítése, az orosz nyelv és az orosz nép, mint államalkotó nép külön említése, valamint tiltották a föderációs területek átadását más államoknak.
A 2020-as módosítások kapcsán nemzetközi és hazai bírálatok is megfogalmazódtak, amelyek szerint ezek tovább erősítik az elnöki hatalmat, korlátozzák a politikai váltógazdaság lehetőségét, és kedveznek a hatalomkoncentrációnak.

## Hatása a bel- és külpolitikára
Az Alkotmány stabil keretet biztosított az orosz belpolitikában, meghatározva a hatalmi játék szabályait és a politikai élet kereteit. Ugyanakkor a mindenkori elnök alkotmányos jogosítványaival élve – rendeletek, kinevezések, válsághelyzetek kezelése útján – jelentős befolyást gyakorol a belpolitikai irányvonalra. A külpolitikában az Alkotmány az elnök kezébe adja a külkapcsolatok alakítását, ami Oroszország nemzetközi viszonyainak formálásában is meghatározó.